# Зуринське сільське поселення
Зури́нське сільське поселення — муніципальне утворення в складі Ігринського району Удмуртії, Росія. Адміністративний центр — село Зура.
Населення — 2863 особи (2015; 2968 в 2012, 2981 в 2010). В національному складі переважають удмурти.

## Історія
Зуринська сільрада була утворена 20 серпня 1924 року у складі 18 населених пунктів. З 1 січня 2006 року сільрада перетворена в сільське поселення.

## Господарство
Всі установи та підприємства сконцентровані в селах Зура та Онік-Ірим. В останньому діють ФАП, будинок культури та бібліотека. В Зурі серед підприємств працюють підстанція Ігринської РЕС, столярний цех, дільниця Ігринського лісництва, дільниця «Іграліс», АЗС, ТОВ «Удмуртагропромсервіс», ТОВ «ЗураЛьон», ТОВ «Зуринський Агрокомплекс», ЗАТ «Фактор-Агро» (молочний цех), ТОВ Зуринський м'ясокомбінат, ТОВ «ЛьонСервіс», газоперекачувальна станція ОППЧ-29, база ТОВ «РСУ-Сервіс». Серед закладів соціальної сфери діють школа-інтернат, ФАП, пошта, банк, аптека, санаторій «Ромашка», церква, будинок культури, бібліотека, музей (філіал Ігринського краєзнавчого музею), філіал Ігринської школи мистецтв, 2 дитячих садочки, філіал молодіжного клубу «Ювентус», середня школа, дільнича лікарня, універмаг, торговий дім, 10 магазинів, 4 торгових павільйони та 2 кафе.
Через село проходить частина Сибірського тракту у напрямку Казань-Перм. В останні роки навколо села була збудована об'їзна дорога. Асфальтовані дороги зв'язують поселення із сусідніми та більшість населених пунктів в самому поселенні між собою. Телефонний зв'язок діє в кожному селі. Серед засобів інформації в Зурі з 2008 року видається «Зуринський вісник».

## Склад
До складу поселення входять такі населені пункти:
| Населений пункт               | Населення, осіб (2010) | Населення, осіб (2012) |
| ----------------------------- | ---------------------- | ---------------------- |
| Вильгурт, присілок            | 0                      | 0                      |
| Зура, село                    | 2595                   | 2584                   |
| Зурінський Шамардан, присілок | 54                     | 55                     |
| Іскалмувир, присілок          | 0                      | 0                      |
| Каргурезь, присілок           | 78                     | 72                     |
| Квардавозь, присілок          | 58                     | 61                     |
| Кук-Шамардан, присілок        | 0                      | 0                      |
| Люквир, присілок              | 22                     | 22                     |
| Мувир, присілок               | 22                     | 22                     |
| Онік-Ірим, присілок           | 111                    | 111                    |
| Седойлуд, присілок            | 0                      | 0                      |
| Тишур, присілок               | 14                     | 14                     |
| Турел, присілок               | 27                     | 27                     |